# Landwürden
Landwürden è una frazione del comune di Loxstedt, nel land della Bassa Sassonia, in Germania.
Il comune sorse il 1º gennaio 1936 dalla fusione dei comuni di Dedesdorf, Buttel, Dorf Dedesdorf, Eidewarden, Maihausen, Overwarfe, Ueterlande e Wiemsdorf. 
Già comune autonomo, fu incorporato a Loxstedt il 1º marzo 1974.